# Levenella
Levenella es un género de foraminífero bentónico normalmente considerado un subgénero de Pamirina, es decir, Pamirina (Levenella) de la subfamilia Staffellinae, de la familia Staffellidae, de la superfamilia Fusulinoidea, del suborden Fusulinina y del orden Fusulinida. Su especie tipo es Pamirina leveni. Su rango cronoestratigráfico abarca desde el Kubergandiense (Kunguriense, Pérmico inferior) hasta el Murgabiense (Pérmico medio).

## Discusión
Clasificaciones más recientes incluyen Levenella en la superfamilia Staffelloidea, y en la subclase Fusulinana de la clase Fusulinata.

## Clasificación
Levenella incluye a las siguientes especies:
- Levenella leveni †, también considerado como Pamirina (Levenella) leveni †
- Levenella shazitangensis †, también considerado como Pamirina (Levenella) shazitangensis †